# 熊敦瀚
熊敦瀚（1998年11月11日—），湖南岳阳岳化人，中国女子水球运动员，亦為中國國家女子水球隊成員，司職球队中锋。

## 簡歷
熊敦瀚小時候家住锦纶新村，在岳化四小上小学，其後升讀岳化三中，期間曾跟黄庆文老师学习打了两年羽毛球。岳阳市游泳学校的刘华山老师到学校选苗子，看中了她良好的协调能力，就邀她到其学校学习。2010年，岳阳市游泳学校成立女子水球队，熊敦瀚成为岳阳市首批水球运动员，同年底进入湖南省省队，三年后入选中国国家水球队。在國家隊初期，她曾協助球隊获得2013年亚洲青年锦标赛第一名、希腊邀请赛第四名以及2014年世界女子水球联赛决赛第四名。2015年，她在俄罗斯额山举行的世界游泳锦标赛助球隊获得第五名，個人并获得「国际健将」称号。
2016年，熊敦瀚代表中国出戰巴西里约热内卢舉行的奥林匹克运动会女子水球比賽。中国队最終获得第七名。

## 外部連結
- 熊敦瀚在国际奥林匹克委员会的资料